# Mallerstetten

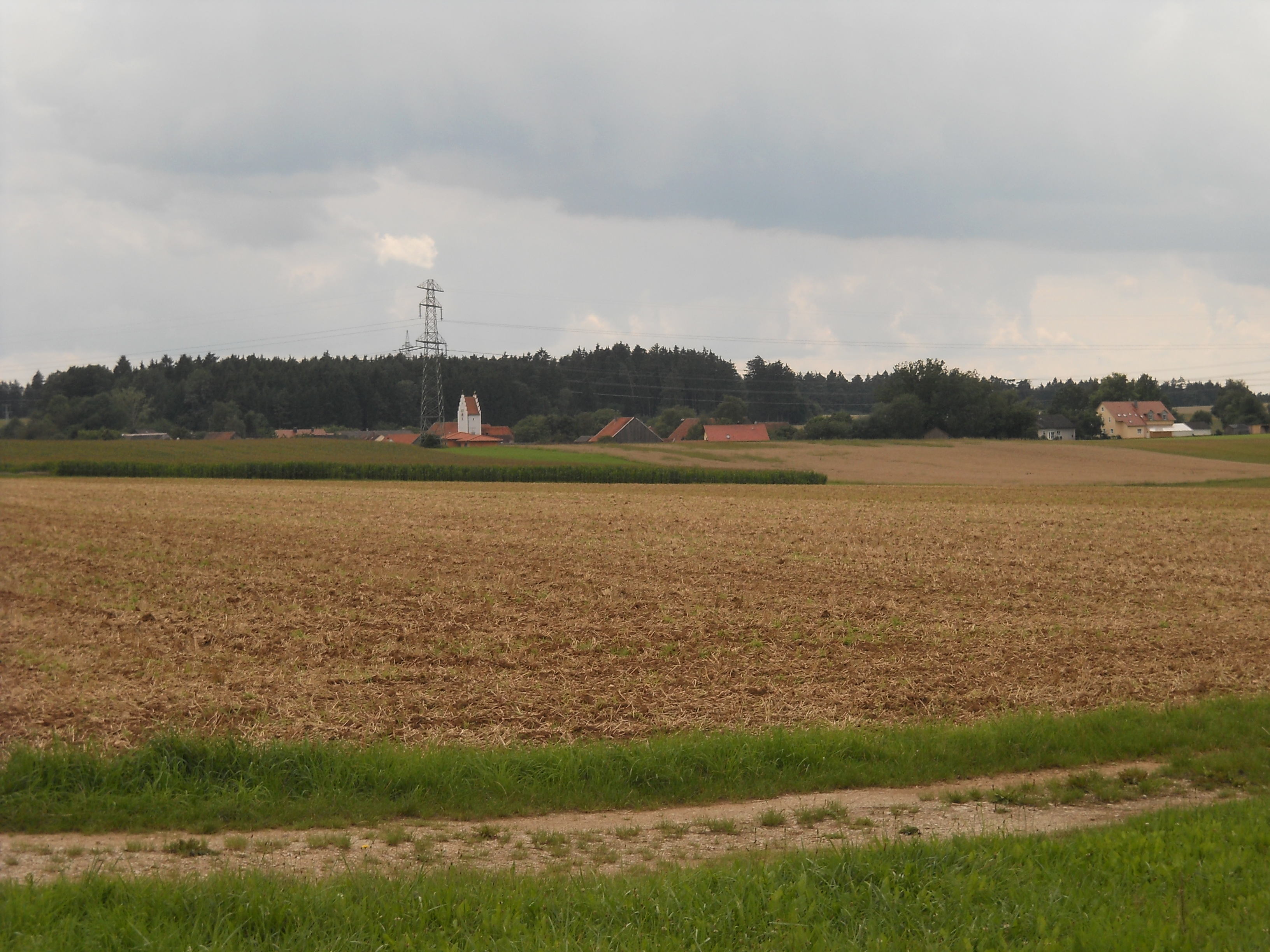
Mallerstetten

Mallerstetten ist ein Gemeindeteil der Stadt Dietfurt an der Altmühl im Landkreis Neumarkt in der Oberpfalz in Bayern.

## Lage
Das Kirchdorf liegt nordwestlich vom Gemeindesitz auf der Hochfläche der südlichen Frankenalb an der nach Hebersdorf weitergehenden Kreisstraße NM 15.

## Geschichte
„Malcherstetten“ (= die Wohnstätten des Malcher) wurde in der Auseinandersetzung des Bischofs von Eichstätt mit den bayerischen Herzögen Rudolph und Ludwig um das Hirschberger Erbe im Gaimersheimer Spruch 1305 dem Bischof zugesprochen. Das Hochstift besaß später nur einen einzigen Hof im Dorf und die Vogtei über ihn; der Hof zinste an das Kastenamt Beilngries des unteren Stifts. Infolge des Dreißigjährigen Krieges lag er 1644 öde. Beim Erwerb Tögings durch das Hochstift 1584 erhielt der Bischof den Zehnt auf zwei bayerische Höfe und einem Gültacker. Im 17. Jahrhundert finden sich Schreibweisen des Ortsnamens wie Mallerstötten, Mallmerstöttn, Mallstöttn.
Bei der Kreiseinteilung Bayerns im Jahr 1808 gehörte das Dorf zum Steuerdistrikt Hebersdorf, der zunächst dem Landkreis Neumarkt (im Oberdonaukreis) zugeteilt war und später zum Landgericht Riedenburg kam (im Regenkreis; 1837 in Oberpfalz umbenannt). Dabei blieb es bis zur bayerischen Gebietsreform, bei der sich Mallerstetten am 1. Januar 1972 der Stadt Dietfurt an der Altmühl anschloss.
1933 hatte der Ort 189 und 1939 176 Einwohner.

## Katholische Kirche St. Georg
Die Hainsberger Filialkirche St. Georg in Mallerstetten wurde wohl im 17. Jahrhundert unter Verwendung des Turmes (mit Treppengiebeln und Satteldach) der gotischen Vorgängerkirche neu erbaut. Am 18. September 1864 erfolgte eine neue Weihe der Chorturmkirche. Die Ausstattung ist neuromanisch (Hauptaltar und zwei Seitenaltäre) mit Altarbildern der Zeit. Von den beiden flankierenden Hochaltarstatuen ist die rechte eine „bessere Arbeit um 1500“ (Mader, Kunstdenkmäler, S. 83); sie stellt den hl. Augustinus als Bischof dar. An der linken Langhauswand hängt eine Figurengruppe Hl. Georg im Kampf mit dem Drachen (um 1650). Das Geläute besteht aus zwei Glocken von 1956.

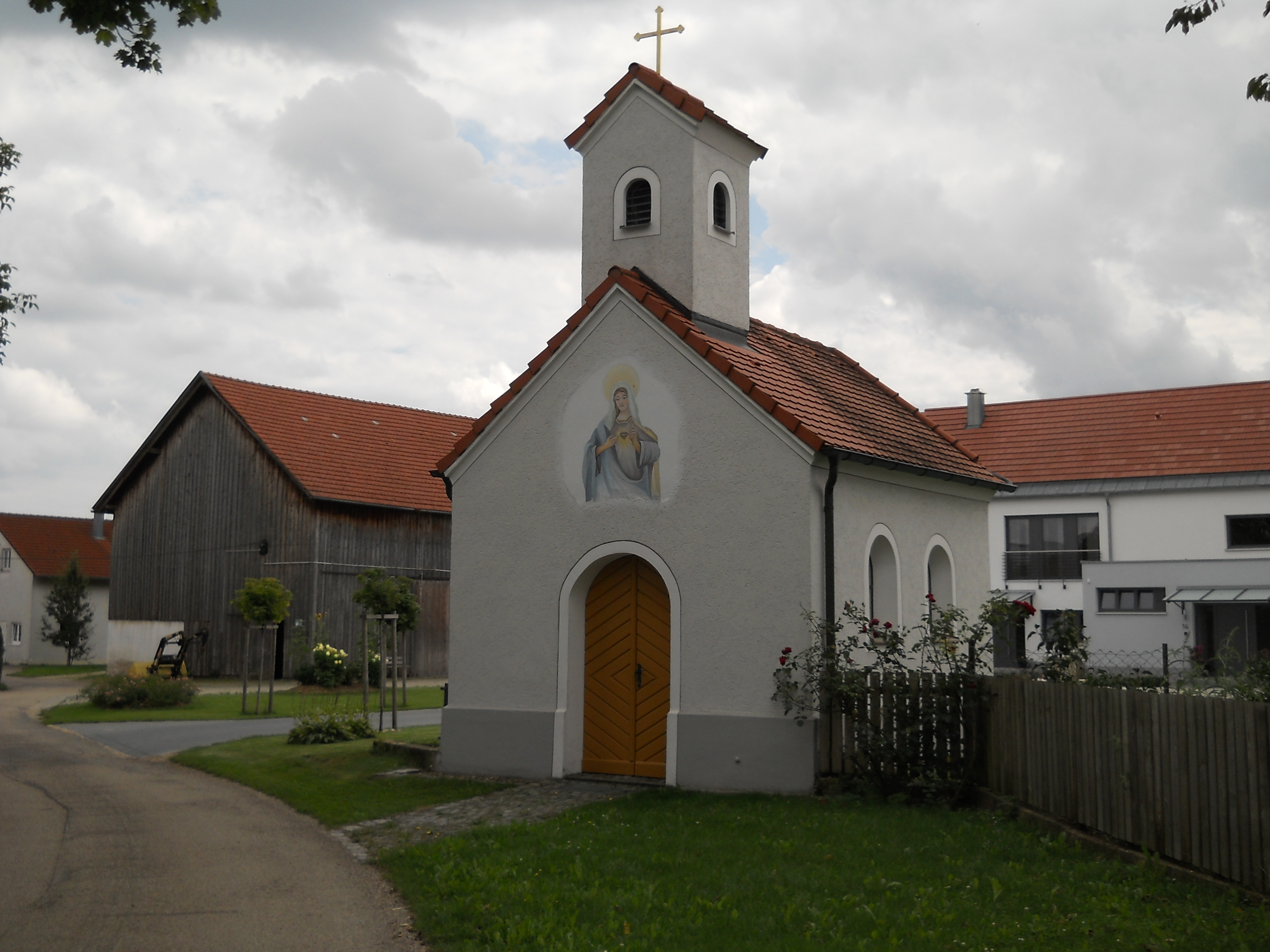
Kapelle in Stetterhof

## Schlacht von Mallerstetten
Am 4. März 1703 kam es bei Mallerstetten an der Kurbayerischen Defensionslinie zur ersten kurbayerische Feldschlacht im Spanischen Erbfolgekrieg.
Eine Steinerne Marter an der Straße zwischen Mallerstetten und Mitteldorf erinnert an die dort Gefallenen, von denen 103 in der Nähe in einem Massengrab beerdigt wurden. Die Marter wurde 1730 erstmals im Saalbuch der Stadt Dietfurt erwähnt.

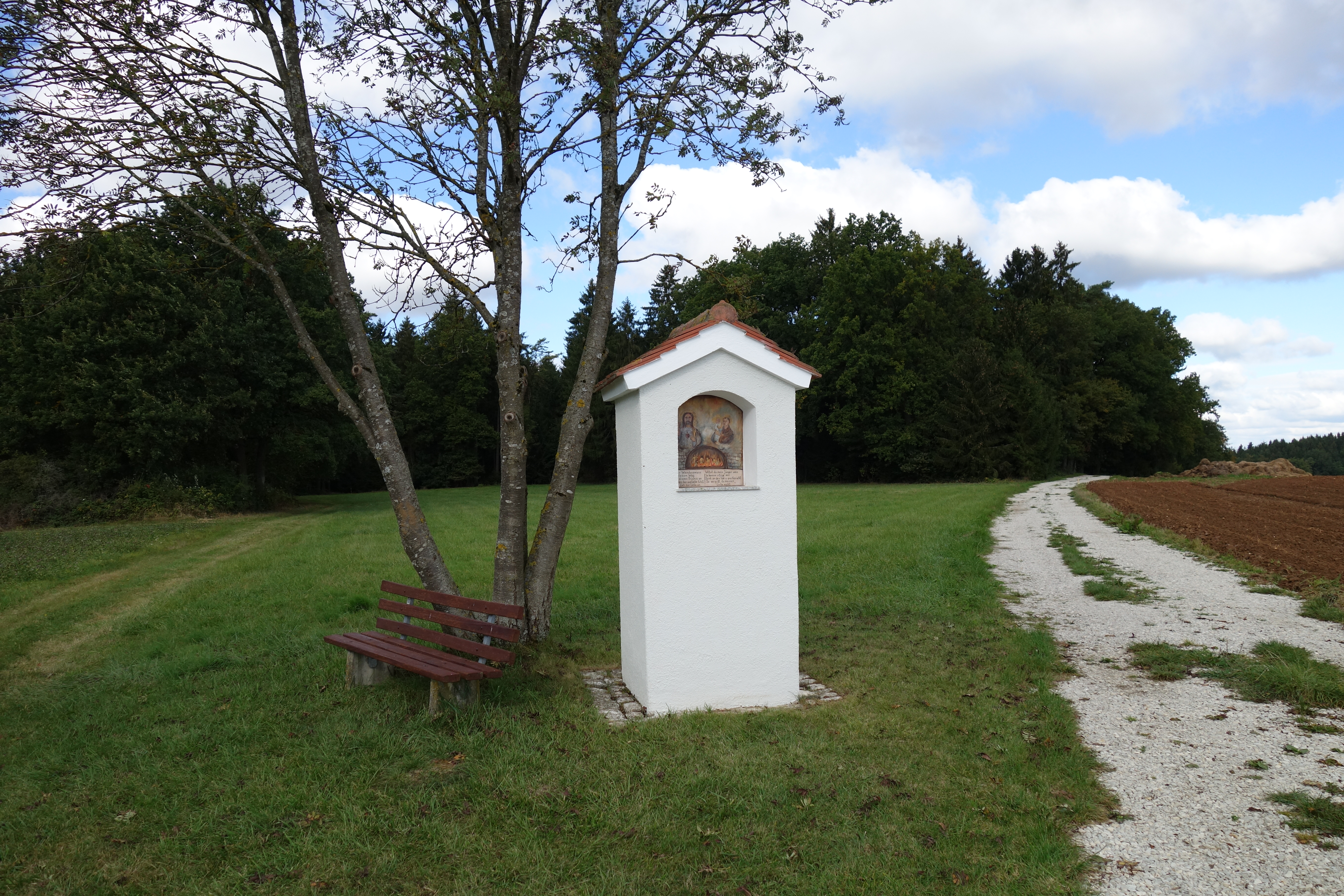
Steinerne Marter bei Mallerstetten

## Sonstiges
- In der Flur „Felsenschachen“ befinden sich mindestens 19 und in der Flur „Kühstelle“ mindestens 20 vorgeschichtliche Grabhügel.
- Am Weg nach Kevenhüll und am Weg nach Hainsberg steht jeweils ein nachmittelalterliches Steinkreuz. Am Weg nach Hainsberg findet man zudem eine steinerne Martersäule von 1576.
- Circa 1400 Meter südöstlich der Kirche Mallerstetten ist der Burgstall „Auf der Schmalzen“ nachgewiesen.
- Zwischen Mallerstetten und Hainsberg soll sich der Ort „Lochdorf“ befunden haben, der 1305 erstmals urkundlich erwähnt ist und wohl im Dreißigjährigen Krieg abgegangen ist. Um ihn rankt sich die Sage, der Ort sei von der Erde „verschluckt“ worden.
- In Stetterhof in der Gemarkung Mallerstetten befindet sich eine Kapelle „Mariä Unbefleckte Empfängnis“ von 1908.

## Vereine
- Freiwillige Feuerwehr Mallerstetten
- Katholische Landjugend-Bewegung Hainsberg/Mallerstetten
- Obst- und Gartenbauverein Mallerstetten
- Junggesellenverein Isidor